# QQ Music
QQ Music (Chinês: QQ音乐), é um serviço de streaming de músicas e download Chinês mantido pela Tencent. Possui mais de 800 milhões de usuários, destes, 400 milhões são usuários ativos mensais, 100 milhões são usuários ativos diários e ainda possui 10 milhões de assinantes. Além disso, detêm 15% do mercado online de música Chinês. Seu prêmio de música anual, é o QQ Music Awards.